# 昆明號巡防艦
昆明號飛彈巡防艦（舷號PFG-1205），原形為法國海軍拉法葉級巡防艦，為中華民國海軍的康定級三號艦，隸屬海軍一二四艦隊，母港為左營軍港，於1994年11月6日在法國海軍造船局洛里昂造船廠安放龍骨，1995年5月13日下水。完成交艦儀式，自法國啟航後經大西洋、巴拿馬運河和太平洋抵達台灣，並於1997年2月26日正式服役。主要執行台灣海峽周遭防空、反潛、護航、反封鎖及聯合水面截擊作戰等任務。目前，本艦的母港位於海軍左營基地。

## 艦歷
1994年11月6日，法國海軍造船局洛里昂造船廠安放本艦的龍骨。
1995年5月13日下水。隨後完成交艦儀式，自法國啟航後經大西洋、巴拿馬運河和太平洋抵達中華民國台灣地區，並於1997年2月26日正式服役。主要執行台灣海峽周遭防空、反潛、護航、反封鎖及聯合水面截擊等作戰任務。
2000年代曾發生輪機系統故障致使艦長與輪機長遭監察院彈劾
2010年參與由梅家樹少將率領的敦睦遠航訓練支隊造訪帛琉、索羅門群島、吐瓦魯。
2013年5月25日，昆明軍艦從太平島返航途中遭遇美國軍機偵察，昆明艦上瞭望在下午4時35分以高倍望遠鏡發現軍艦左前方5浬外有一架不明飛機，因軍艦執行任務時全程無線電發射管制，當時便以瞭望方式觀察，同時用電偵確認及掌握對方動態，全程距昆明軍艦5浬外，昆明軍艦因執行任務保持無線電靜默，美軍才靠近確認目標
。
參與2014年的敦睦遠航訓練支隊，於3月26日~27日在基隆軍港東五號碼頭開放參觀。由武夷號油彈補給艦擔任旗艦納編「昆明軍艦」和子儀軍艦，由李東昉少將率隊造訪索羅門群島、吉里巴斯、帛琉。 
參與2018年敦睦遠航訓練支隊，由武夷號油彈補給艦擔任旗艦納編「昆明軍艦」和班超軍艦，共計航行105天，航程達2萬3千浬，為有效節約航行時間與節省油料耗損，並配合敦訪航線規劃，兩度通過巴拿馬運河，往返太平洋及大西洋，由高嘉濱少將率隊造訪馬紹爾群島、薩爾瓦多、尼加拉瓜、多明尼加、宏都拉斯、瓜地馬拉。
2018年12月15日昆明軍艦左營軍區西碼頭舉辦「慶祝成軍21周年暨家屬懇親活動」。

## 圖庫

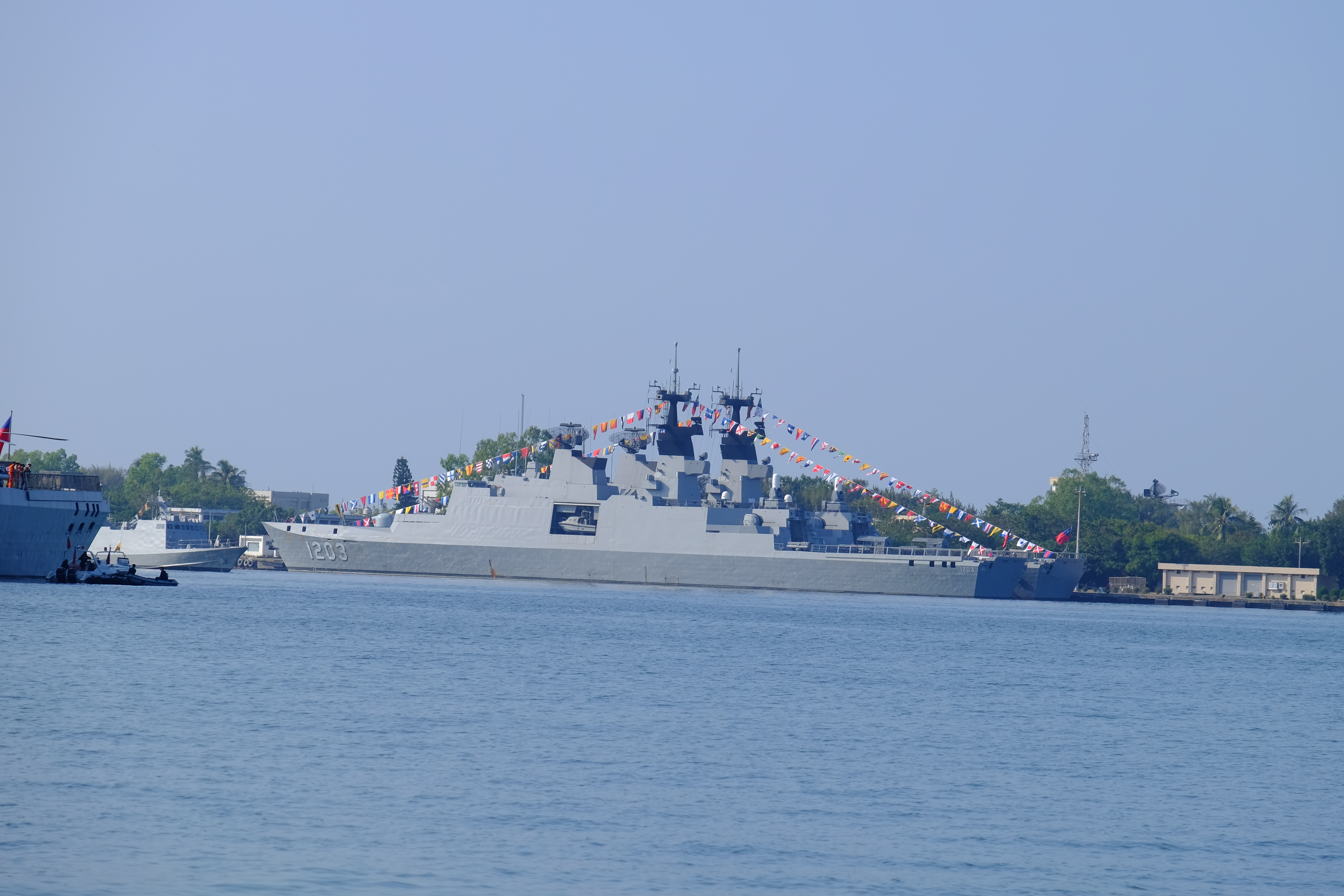
停泊左營軍港西碼頭的同型艦西寧軍艦（PFG-1203），內側是昆明軍艦（PFG-1205）；左方是光華六號飛彈快艇FACG 61。
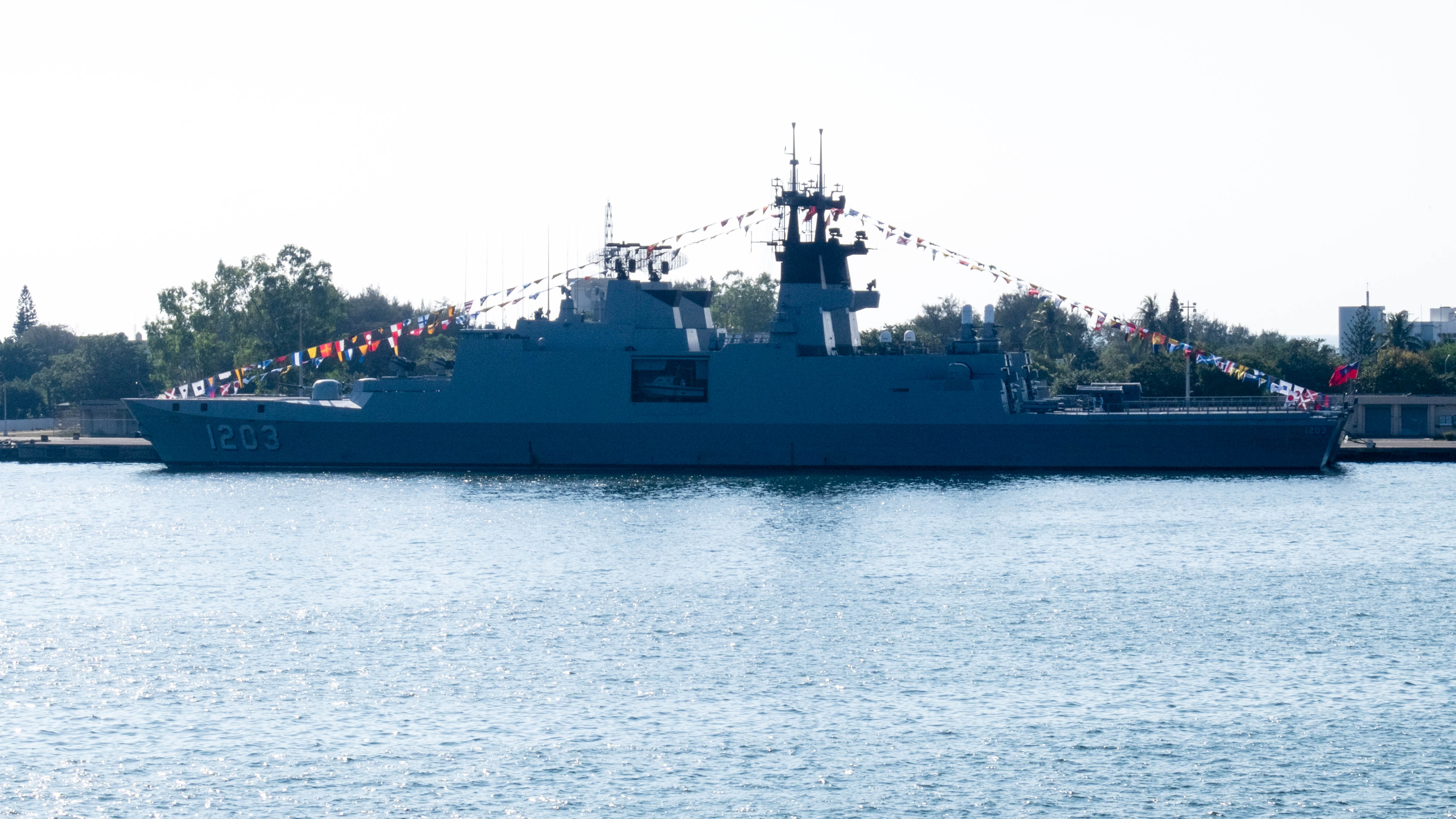
午後停泊左營軍港西碼頭的同型艦西寧軍艦（PFG-1203）與內側昆明軍艦（PFG-1205）。
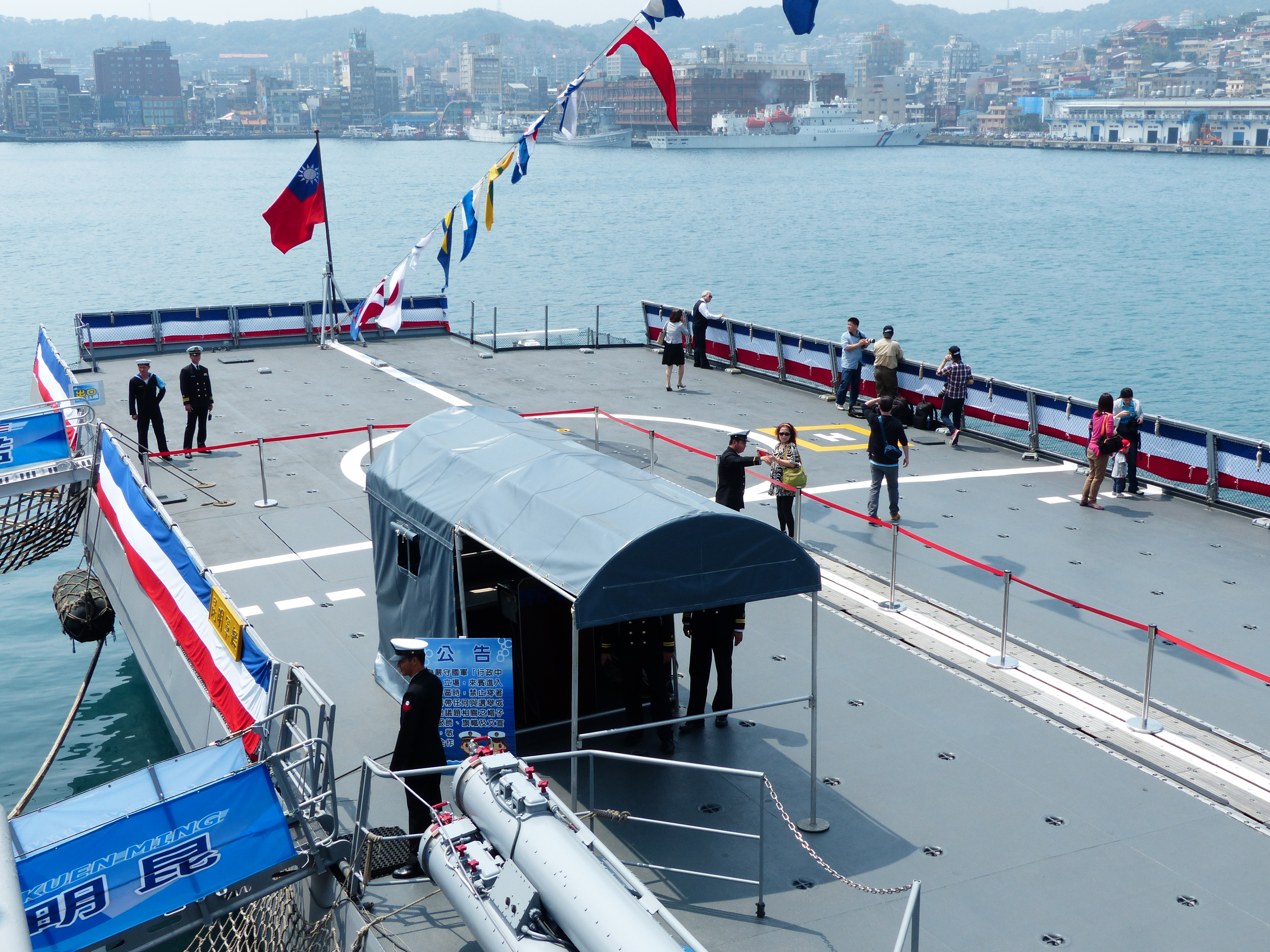
從成功級巡防艦子儀軍艦（PFG-1107）甲板俯望昆明軍艦（PFG-1205）艦尾飛行甲板。
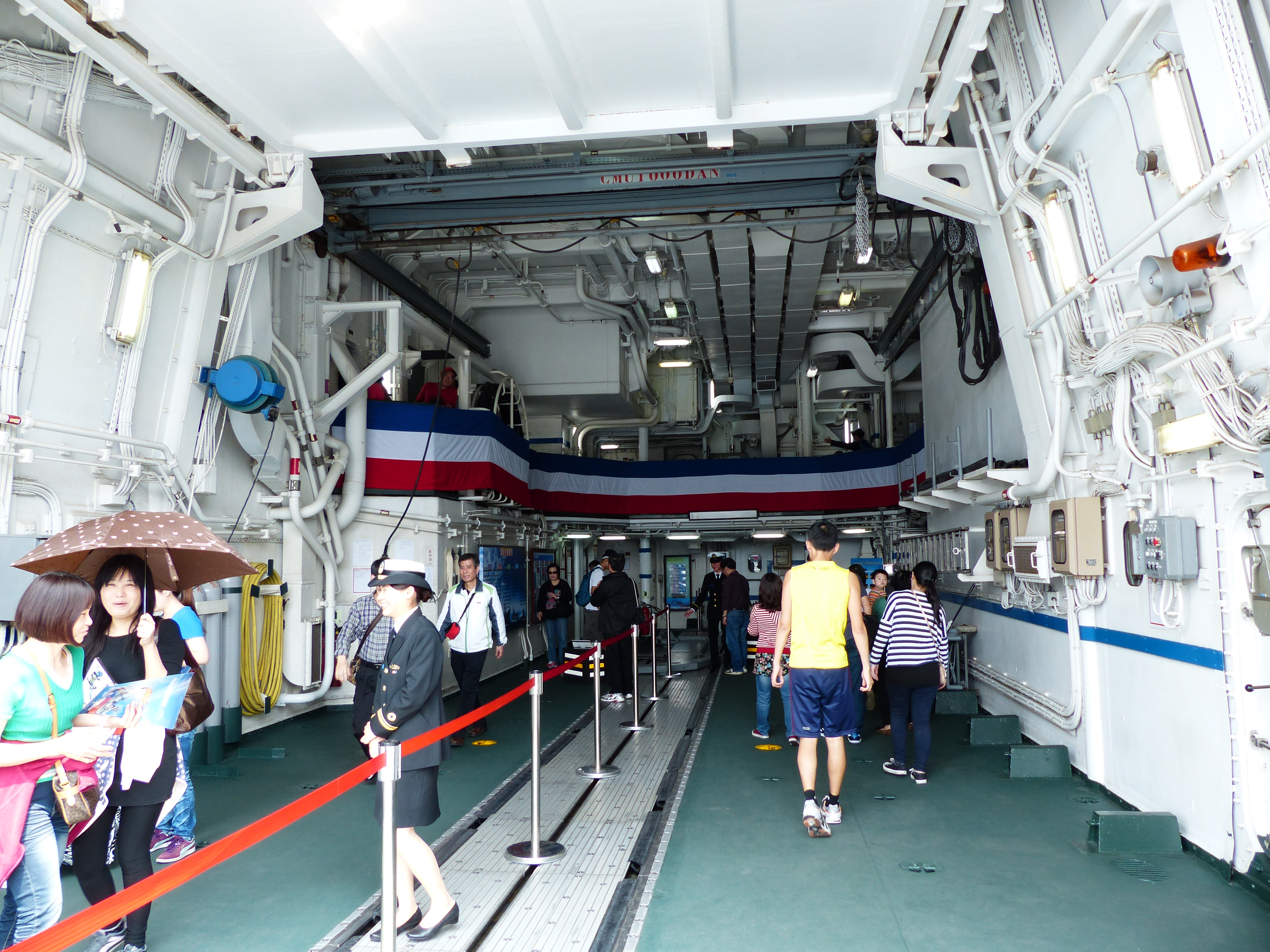
開放參觀中的昆明軍艦（PFG-1205）機庫內部。
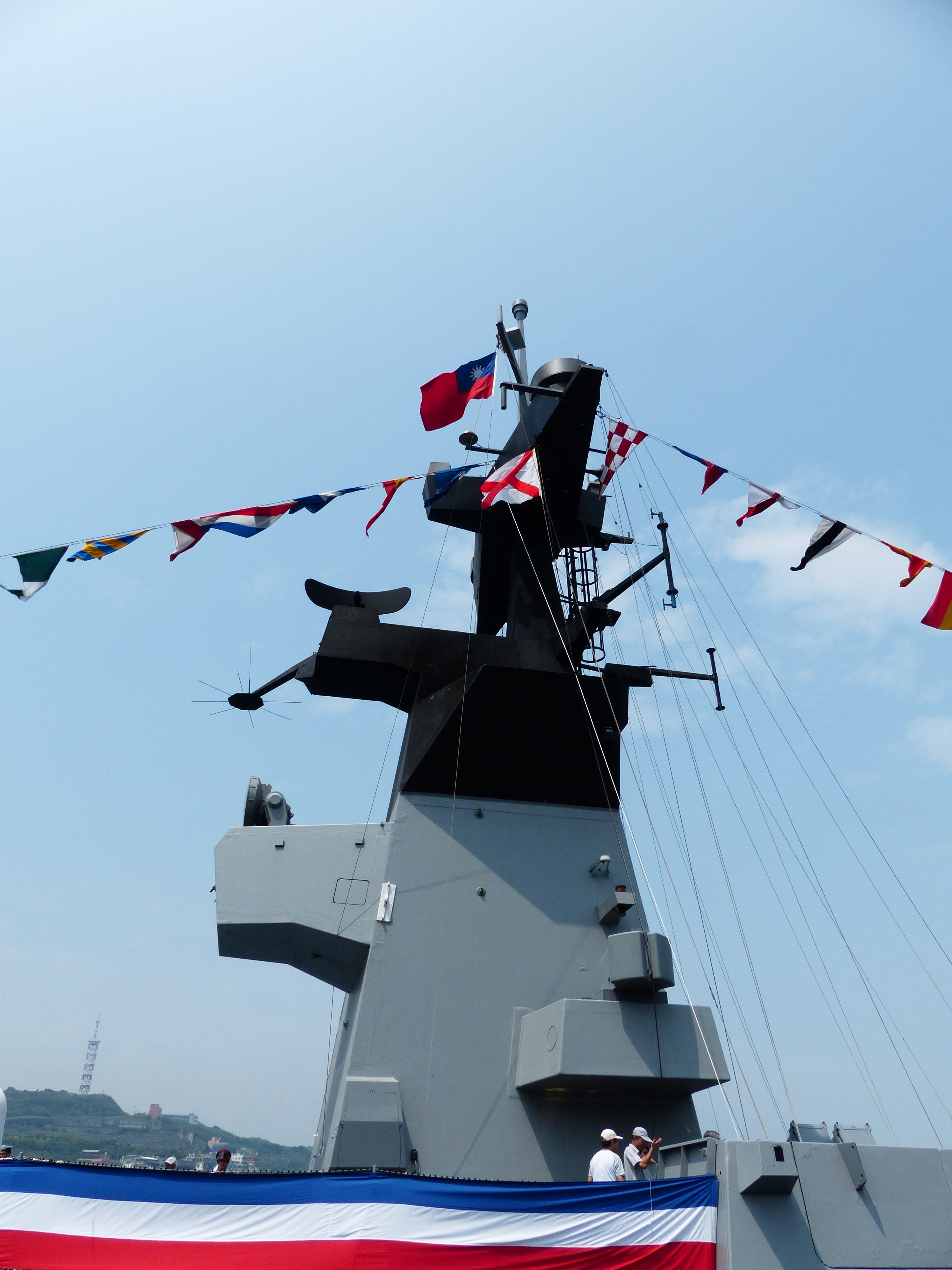
昆明軍艦（PFG-1205）主桅右側，攝於成功級巡防艦子儀軍艦（PFG-1107）上甲板。
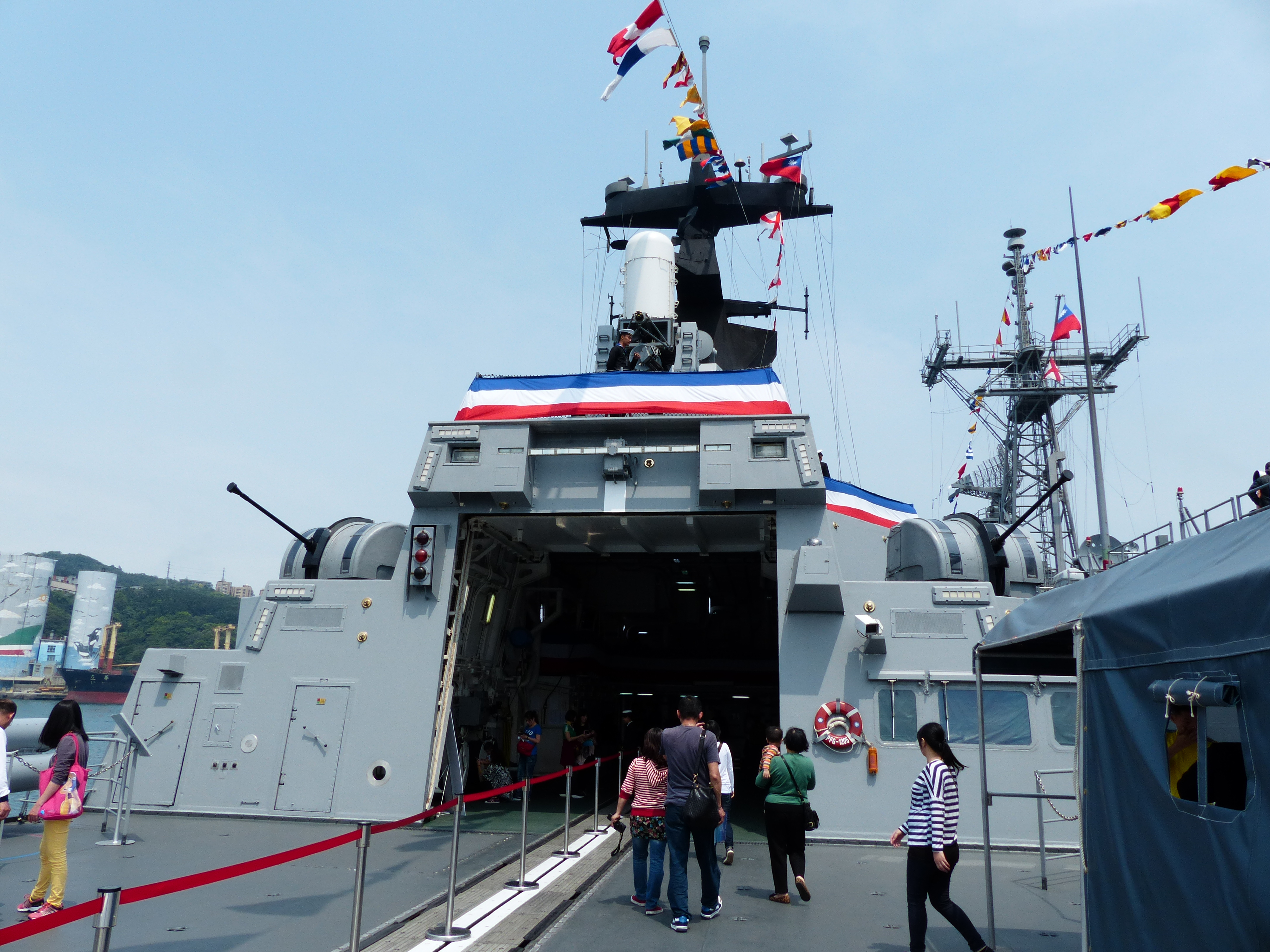
從昆明軍艦（PFG-1205）直昇機甲板前望機庫。
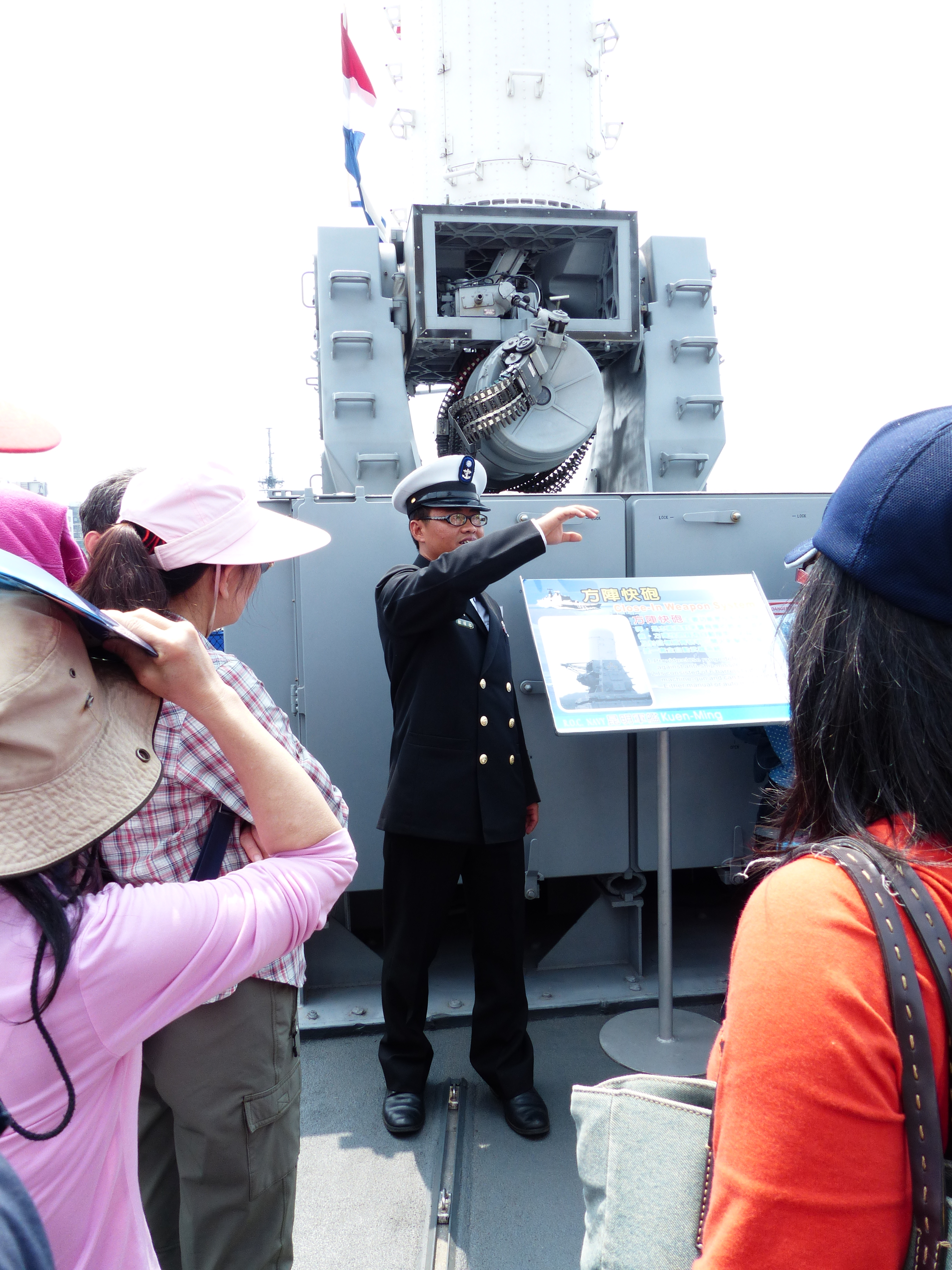
昆明軍艦（PFG-1205）上，為遊客解說方陣快砲原理的海軍上士（由大盤帽徽可知）。
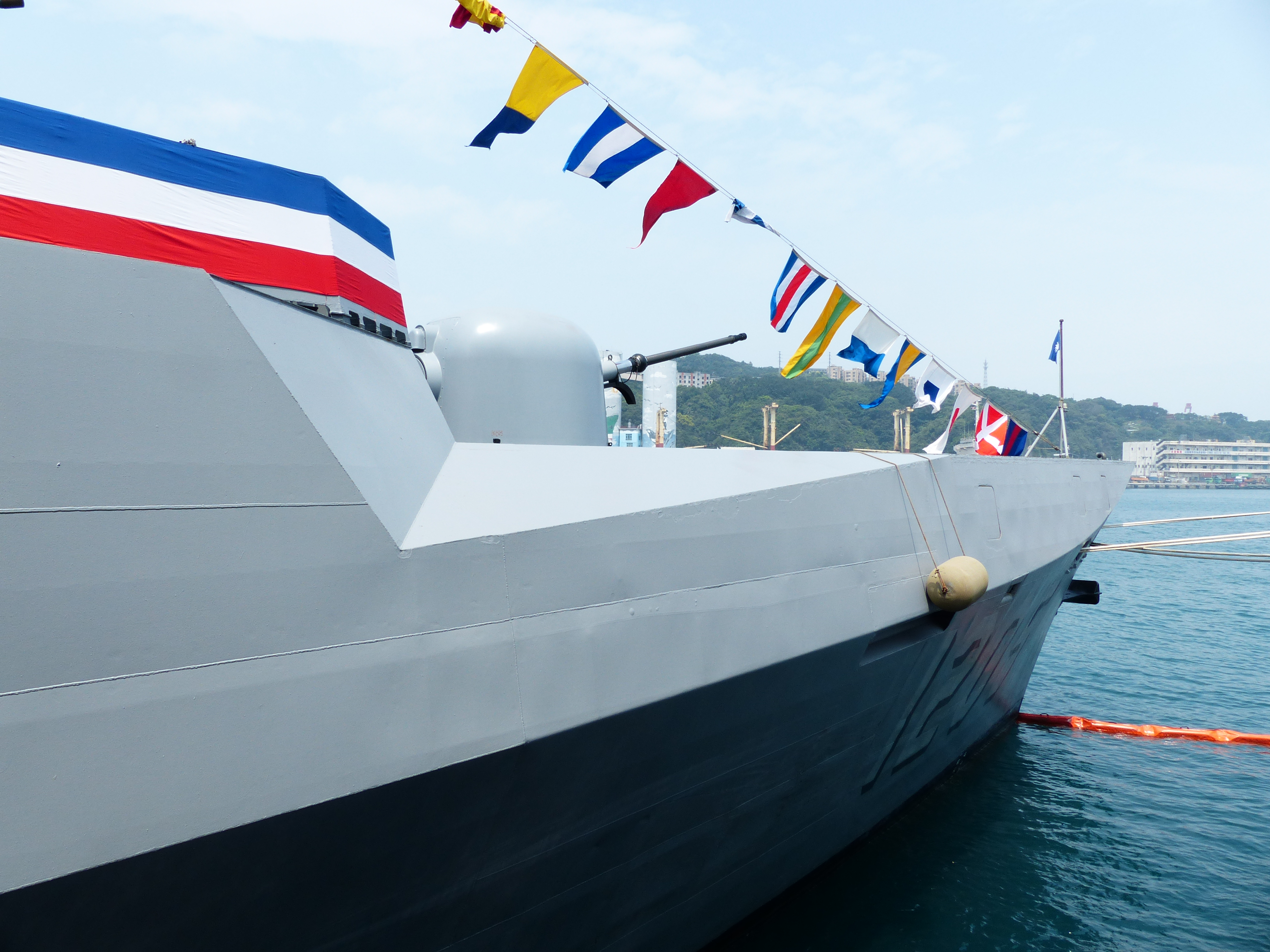
昆明軍艦艦首右側，攝於並泊之成功級巡防艦子儀軍艦（PFG-1107）艦艏左舷。

## 資料來源
1. ↑  羅添斌. . 自由時報-軍武.   [2023-10-07]. 原始内容存档于2023-10-26.
2. ↑  . 聯合報數位版.   [2025-03-04]. 原始内容存档于2025-05-18.
3. ↑  . 自由時報電子報.   [2022-10-21]. （原始内容存档于2022-10-14）.
4. ↑  › paperd › pdf  请检查|url=值 (帮助). PDF. 2010  [2019-04-20]. （原始内容存档于2019-09-03） （中文）.
5. ↑  . 東森新聞雲. 2013-06-04  [2019-04-20]. （原始内容存档于2019-05-22） （中文）.
6. ↑  羅添斌. . 自由時報. 2018-06-17  [2019-04-20]. （原始内容存档于2019-05-20） （中文）.
7. ↑  . 中華民國駐外單位聯合網站. 2018-03-22  [2018-04-09]. （原始内容存档于2018-04-09）.
8. ↑  . 中央社. 2018-04-09  [2018-04-09]. （原始内容存档于2018-04-10）.
9. ↑  . 今日新聞網. 2018-04-10  [2018-04-10]. （原始内容存档于2018-04-10）.
10. ↑  . 中央社. 2018-04-23  [2018-04-23]. （原始内容存档于2018-04-25）.
11. ↑  . 中央社. 2018-05-11  [2018-05-12]. （原始内容存档于2018-05-11）.
12. ↑  海軍敦睦遠航支隊今返航[]
13. ↑  軍聞社. . 今日新聞. 2018-12-15  [2019-04-20]. （原始内容存档于2019-05-20） （中文）.

## 外部連結
- （中文）-中國軍艦虛擬博物館-康定級巡防艦
- （日語）-日本周辺国の軍事兵器 （页面存档备份，存于）